# Antoine Camilleri
Antoine Camilleri (ur. 20 sierpnia 1965 w Sliema) – maltański duchowny katolicki, arcybiskup, nuncjusz apostolski.

## Życiorys
5 czerwca 1991 otrzymał święcenia kapłańskie i został inkardynowany do diecezji maltańskiej. W 1997 rozpoczął przygotowanie do służby dyplomatycznej na Papieskiej Akademii Kościelnej. W 1998 rozpoczął pracę w nuncjaturze apostolskiej w Korei. W latach 1998–2002 był sekretarzem nuncjatury w Papui-Nowej Gwinei. Następnie pracował w nuncjaturach w Ugandzie (2002-2005) i na Kubie (2005-2006). W 2007 rozpoczął pracę w Sekretariacie Stanu, będąc osobistym sekretarzem arcybiskupa Dominique Mamberti. 22 lutego 2013 papież Benedykt XVI mianował go podsekretarzem w sekcji ds. relacji z państwami. Zastąpił na tym stanowisku prałata Ettore Balestrero mianowanego nuncjuszem apostolskim w Kolumbii.
3 września 2019 papież Franciszek mianował go nuncjuszem apostolskim oraz arcybiskupem tytularnym Skálholt. Święcenia biskupie otrzymał 4 października 2019 w bazylice św. Piotra w Rzymie. Głównym konsekratorem był papież Franciszek, a współkonsekratorami kardynałowie Pietro Parolin, sekretarz stanu Stolicy Apostolskiej, i Peter Turkson, prefekt Dykasterii ds. Integralnego Rozwoju Człowieka. 31 października 2019 został mianowany nuncjuszem apostolskim w Etiopii będąc jednocześnie akredytowanym w Dżibuti i Somalii. 20 maja 2024 został przeniesiony na urząd nuncjusza apostolskiego na Kubie. 

## Odznaczenia
- Wielki Oficer Orderu Infanta Henryka (Portugalia, 2016)[2]